# Atta texana

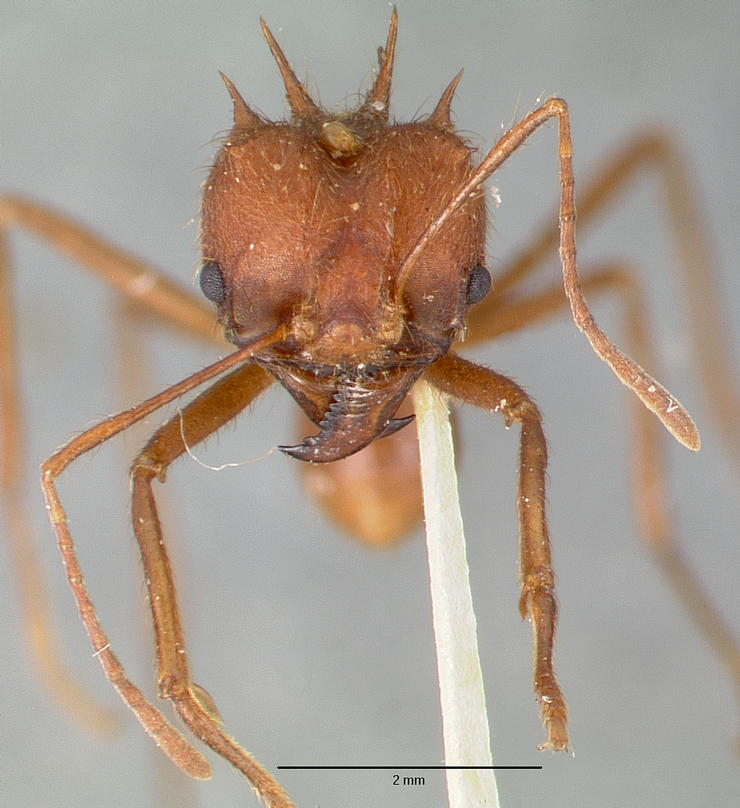
Atta texana

Atta texana (англ. Texas leafcutter ant) — это вид муравьёв-листорезов из трибы грибководов Attini подсемейства Myrmicinae (Formicidae).

## Описание
Рабочие муравьи A. texana сильно полиморфичны и имеют длину от 4 до 14 мм. Срезают листья более 200 видов растений и рассматриваются как важнейшие насекомые-вредители сельского хозяйства и декоративных растений, так как могут срезать все листья цитрусового дерева менее чем за 24 часа. Каждая колония содержит несколько маток и до 2 миллионов рабочих особей. Земляные гнёзда имеют глубину до 6 м и до 1000 входных отверстий, занимая до 420 м².

## Распространение
Северная Америка: Мексика, США (Техас и Луизиана).

## Классификация
Первоначально был описан под названием Myrmica texana Buckley.

### Синонимы
- Myrmica texana Buckley
- Oecodoma texana (Buckley)